# Ecbolium gymnostachyum
Ecbolium gymnostachyum là một loài thực vật có hoa trong họ Ô rô. Loài này được (Nees) Milne-Redh. mô tả khoa học đầu tiên năm 1941.